# Sportclub Westfalia 1904 Herne 1975-1976
Questa voce raccoglie le informazioni riguardanti lo Sportclub Westfalia 1904 Herne nelle competizioni ufficiali della stagione 1975-1976.

## Stagione
Nella stagione 1975-1976 il Westfalia Herne, allenato da Heinz Murach, concluse il campionato di 2. Bundesliga al 10º posto. In Coppa di Germania il Westfalia Herne fu eliminato al terzo turno dal Kaiserslautern.

## Rosa
| N. |                     | Ruolo | Calciatore           |
| -- | ------------------- | ----- | -------------------- |
|    | Germania (bandiera) | P     | Hans-Jürgen Bradler  |
|    | Germania (bandiera) | P     | Lothar Matuschak     |
|    | Germania (bandiera) | D     | Peter Cordes         |
|    | Germania (bandiera) | D     | Jürgen Gelhaus       |
|    | Germania (bandiera) | D     | Klaus Kacmierczak    |
|    | Germania (bandiera) | D     | Klaus-Peter Kudella  |
|    | Germania (bandiera) | D     | Bernhard Ochmann     |
|    | Germania (bandiera) | D     | Herbert Pureber      |
|    | Germania (bandiera) | D     | Gerd Wiesemes        |
|    | Germania (bandiera) | C     | Reinhold Deus        |
|    | Germania (bandiera) | C     | Hans-Günter Etterich |

| N. |                     | Ruolo | Calciatore             |
| -- | ------------------- | ----- | ---------------------- |
|    | Germania (bandiera) | C     | Gerald Girrbach        |
|    | Germania (bandiera) | C     | Klaus-Peter Kerkemeier |
|    | Serbia (bandiera)   | C     | Miodrag Petrović       |
|    | Germania (bandiera) | C     | Heinz Ptaczynski       |
|    | Germania (bandiera) | C     | Hans-Jürgen Salewski   |
|    | Germania (bandiera) | C     | Hartmut Sinnigen       |
|    | Germania (bandiera) | C     | Dieter Walendi         |
|    | Germania (bandiera) | A     | Hans-Joachim Abel      |
|    | Germania (bandiera) | A     | Norbert Elgert         |
|    | Germania (bandiera) | A     | Klaus Konrad           |
|    | Germania (bandiera) | A     | Rudi Neufeld           |

## Organigramma societario
Area tecnica
- Allenatore: Heinz Murach
- Allenatore in seconda:
- Preparatore dei portieri:
- Preparatori atletici:

## Calciomercato

### Sessione estiva
| Acquisti | Acquisti             | Acquisti              | Acquisti |
| R.       | Nome                 | da                    | Modalità |
| -------- | -------------------- | --------------------- | -------- |
| A        | Norbert Elgert       | Schalke 04            |          |
| C        | Miodrag Petrović     | Colonia               |          |
| C        | Hans-Jürgen Salewski | Schalke 04 (juniores) |          |
| P        | Hans-Jürgen Bradler  | Bochum                |          |
| C        | Gerald Girrbach      | SV Alsenborn          |          |
| D        | Klaus Kacmierczak    | DSC Wanne-Eickel      |          |
| A        | Rudi Neufeld         | RW Oberhausen         |          |

| Cessioni | Cessioni    | Cessioni         | Cessioni |
| R.       | Nome        | a                | Modalità |
| -------- | ----------- | ---------------- | -------- |
| D        | Willi Cryns | Siegburger SV 04 |          |

### Sessione invernale
| Acquisti | Acquisti | Acquisti | Acquisti |
| R.       | Nome     | da       | Modalità |
| -------- | -------- | -------- | -------- |

| Cessioni | Cessioni | Cessioni | Cessioni |
| R.       | Nome     | a        | Modalità |
| -------- | -------- | -------- | -------- |

## Risultati

### 2. Bundesliga

#### Girone di andata
| Arbitro: | Kohnen |

|                                            |           |  |
| Hartl 11’, 42’ Kasperski 70’ Nerlinger 90’ | Marcatori |  |

| Arbitro: | Eschweiler |

|             |           |                     |
| Ochmann 13’ | Marcatori | 20’, 30’ Jendrossek |

| Arbitro: | Heitmann |

|                        |           |                 |
| Nonnenbruch 55’ (rig.) | Marcatori | 65’, 69’ Konrad |

| Arbitro: | Burgers |

|  |           |                       |
|  | Marcatori | 41’ Ludwig 53’ Linßen |

| Arbitro: | Schütte |

|  |           |                                             |
|  | Marcatori | 40’ Kerkemeier 71’ Abel 76’ Cordes 79’ Deus |

| Arbitro: | Sommershoff |

|                                             |           |  |
| Bremekamp 66’ (aut.) Kacmierczak 87’ (rig.) | Marcatori |  |

| Arbitro: | Rieb |

|              |           |          |
| Goldbach 26’ | Marcatori | 70’ Abel |

| Arbitro: | Hövel |

|                   |           |                |
| Abel 68’ Deus 79’ | Marcatori | 82’ Milasincic |

| Arbitro: | Barnick |

|            |           |                                      |
| Hansen 51’ | Marcatori | 4’ Kerkemeier 25’ Konrad 88’ Ochmann |

| Arbitro: | Ahlenfelder |

|                 |           |             |
| Konrad 13’, 48’ | Marcatori | 35’ Ziegler |

| Arbitro: | Heitmann |

|                                       |           |             |
| Zimmer 22’ Fritsche 30’, 70’ Bals 68’ | Marcatori | 90’ Ochmann |

| Arbitro: | Raabe |

|                         |           |                           |
| Neufeld 42’ Walendi 77’ | Marcatori | 34’ Hayer 50’ Plaggemeyer |

| Herne (Germania) 8 novembre 1975, ore 15:00 CET 13ª giornata | Westfalia Herne | 0 – 0 referto | Arminia Bielefeld | Stadion am Schloss Strünkede (6 000 spett.)\| Arbitro: \| Wichmann \| |
| Arbitro:                                                     | Wichmann        |               |                   |                                                                       |

| Arbitro: | Oltmann |

|                       |           |  |
| Kerkemeier 66’ (aut.) | Marcatori |  |

| Arbitro: | Gabriel |

|                                   |           |                               |
| Neufeld 38’ Konrad 66’ Cordes 89’ | Marcatori | 52’, 77’ Fischer 79’ Ivangean |

| Arbitro: | Leyding |

|                                             |           |            |
| Berkemeier 42’ Stolzenburg 65’ Sprenger 73’ | Marcatori | 48’ Konrad |

| Arbitro: | Rieb |

|                                           |           |                     |
| Kacmierczak 25’ (rig.) Abel 39’, 42’, 84’ | Marcatori | 19’ Gerber 82’ Götz |

| Mülheim an der Ruhr 20 dicembre 1975, ore 15:00 CET 18ª giornata | Mülheim-Styrum | 0 – 0 referto | Westfalia Herne | Ruhrstadion (3 000 spett.)\| Arbitro: \| Wippker \| |
| Arbitro:                                                         | Wippker        |               |                 |                                                     |

| Arbitro: | Hennig |

|                             |           |  |
| Kacmierczak 64’ Ochmann 78’ | Marcatori |  |

#### Girone di ritorno
| Arbitro: | Risse |

|                            |           |           |
| Abel 48’ Cordes 51’ (rig.) | Marcatori | 37’ Hartl |

| Arbitro: | Wahmann |

|                |           |  |
| Horsch 4’, 40’ | Marcatori |  |

| Arbitro: | Hilker |

|  |           |             |
|  | Marcatori | 10’ Rudloff |

| Arbitro: | Holste |

|                           |           |                   |
| Ludwig 6’, 69’ Dohmen 21’ | Marcatori | 77’ (rig.) Cordes |

| Herne (Germania) 22 febbraio 1976, ore 15:00 CET 24ª giornata | Westfalia Herne | 0 – 0 referto | Erkenschwick | Stadion am Schloss Strünkede (5 000 spett.)\| Arbitro: \| Wuttke \| |
| Arbitro:                                                      | Wuttke          |               |              |                                                                     |

| Arbitro: | Gremmler |

|  |           |                           |
|  | Marcatori | 22’ Kerkemeier 49’ Elgert |

| Arbitro: | Wippker |

|                     |           |          |
| Abel 29’ Elgert 39’ | Marcatori | 45’ Lehr |

| Münster 20 marzo 1976, ore 15:00 CET 27ª giornata | Preußen Münster | 0 – 0 referto | Westfalia Herne | Preußenstadion (11 000 spett.)\| Arbitro: \| Schütte \| |
| Arbitro:                                          | Schütte         |               |                 |                                                         |

| Arbitro: | Heymann |

|                   |           |           |
| Demuth 32’ (aut.) | Marcatori | 2’ Hansen |

| Arbitro: | Halfter |

|                           |           |             |
| Scheinert 38’ Surbach 66’ | Marcatori | 40’ Neufeld |

| Arbitro: | Leyding |

|                     |           |  |
| Elgert 77’ Abel 85’ | Marcatori |  |

| Arbitro: | Halfter |

|                          |           |          |
| Hochheimer 47’, 58’, 89’ | Marcatori | 45’ Abel |

| Arbitro: | Eggers |

|                |           |                                   |
| Balke 46’, 80’ | Marcatori | 68’, 76’ Ptaczynski 74’, 81’ Abel |

| Arbitro: | Gremmler |

|                       |           |  |
| Abel 32’ Etterich 84’ | Marcatori |  |

| Arbitro: | Niemann |

|                                     |           |                      |
| Mielke 6’ Fischer 18’ Lunenburg 75’ | Marcatori | 53’ Ochmann 68’ Abel |

| Arbitro: | Richter |

|                                     |           |                 |
| Ochmann 1’ Kacmierczak 11’ Deus 43’ | Marcatori | 57’, 77’ Jakobs |

| Arbitro: | Sommershoff |

|                      |           |              |
| Lausen 27’ Budde 47’ | Marcatori | 55’ Petrović |

| Arbitro: | Zuchantke |

|                                                                         |           |           |
| Abel 9’, 62’, 83’ (rig.) Kacmierczak 43’ (rig.) Ochmann 49’ Kudella 90’ | Marcatori | 65’ Jonas |

| Arbitro: | Burgers |

|                                                       |           |  |
| Bläser 5’ (rig.) Mertes 15’ Breuer 50’, 61’ Fagot 55’ | Marcatori |  |

### Coppa di Germania
| Arbitro: | Bartnick |

|                                   |           |               |
| Konrad 59’, 63’ Cordes 72’ (rig.) | Marcatori | 10’ Steinwarz |

| Arbitro: | Porta |

|                                 |           |  |
| Ochmann 7’, 84’ Konrad 25’, 67’ | Marcatori |  |

| Arbitro: | Rögner |

|          |           |                                      |
| Abel 14’ | Marcatori | 3’ Riedl 15’ Toppmöller 30’ Sandberg |

## Statistiche

### Statistiche di squadra
| Competizione      | Punti | In casa | In casa | In casa | In casa | In casa | In casa | In trasferta | In trasferta | In trasferta | In trasferta | In trasferta | In trasferta | Totale | Totale | Totale | Totale | Totale | Totale | DR |
| Competizione      | Punti | G       | V       | N       | P       | Gf      | Gs      | G            | V            | N            | P            | Gf           | Gs           | G      | V      | N      | P      | Gf     | Gs     | DR |
| ----------------- | ----- | ------- | ------- | ------- | ------- | ------- | ------- | ------------ | ------------ | ------------ | ------------ | ------------ | ------------ | ------ | ------ | ------ | ------ | ------ | ------ | -- |
| 2. Bundesliga     | 40    | 19      | 11      | 5       | 3       | 36      | 20      | 19           | 5            | 3            | 11           | 24           | 37           | 38     | 16     | 8      | 14     | 60     | 57     | +3 |
| Coppa di Germania | -     | 3       | 2       | 0       | 1       | 8       | 4       | 0            | 0            | 0            | 0            | 0            | 0            | 3      | 2      | 0      | 1      | 8      | 4      | +4 |
| Totale            | 40    | 22      | 13      | 5       | 4       | 44      | 24      | 19           | 5            | 3            | 11           | 24           | 37           | 41     | 18     | 8      | 15     | 68     | 61     | +7 |

### Andamento in campionato
| Giornata  | 1  | 2  | 3  | 4  | 5  | 6  | 7  | 8  | 9  | 10 | 11 | 12 | 13 | 14 | 15 | 16 | 17 | 18 | 19 | 20 | 21 | 22 | 23 | 24 | 25 | 26 | 27 | 28 | 29 | 30 | 31 | 32 | 33 | 34 | 35 | 36 | 37 | 38 |
| --------- | -- | -- | -- | -- | -- | -- | -- | -- | -- | -- | -- | -- | -- | -- | -- | -- | -- | -- | -- | -- | -- | -- | -- | -- | -- | -- | -- | -- | -- | -- | -- | -- | -- | -- | -- | -- | -- | -- |
| Luogo     | T  | C  | T  | C  | T  | C  | T  | C  | T  | C  | T  | C  | C  | T  | C  | T  | C  | T  | C  | C  | T  | C  | T  | C  | T  | C  | T  | C  | T  | C  | T  | T  | C  | T  | C  | T  | C  | T  |
| Risultato | P  | P  | V  | P  | V  | V  | N  | V  | V  | V  | P  | N  | N  | P  | N  | P  | V  | N  | V  | V  | P  | P  | P  | N  | V  | V  | N  | N  | P  | V  | P  | V  | V  | P  | V  | P  | V  | P  |
| Posizione | 19 | 19 | 17 | 17 | 15 | 11 | 14 | 12 | 10 | 7  | 9  | 9  | 9  | 10 | 10 | 10 | 10 | 9  | 7  | 7  | 8  | 10 | 10 | 10 | 10 | 9  | 10 | 9  | 11 | 10 | 11 | 10 | 10 | 10 | 10 | 10 | 10 | 10 |

Legenda:

Luogo: C = Casa; T = Trasferta. Risultato: V = Vittoria; N = Pareggio; P = Sconfitta.

### Statistiche dei giocatori
| Giocatore      | 2. Bundesliga | 2. Bundesliga | 2. Bundesliga | 2. Bundesliga | Coppa di Germania | Coppa di Germania | Coppa di Germania | Coppa di Germania | Totale   | Totale | Totale      | Totale     |
| Giocatore      | Presenze      | Reti          | Ammonizioni   | Espulsioni    | Presenze          | Reti              | Ammonizioni       | Espulsioni        | Presenze | Reti   | Ammonizioni | Espulsioni |
| -------------- | ------------- | ------------- | ------------- | ------------- | ----------------- | ----------------- | ----------------- | ----------------- | -------- | ------ | ----------- | ---------- |
| H. Abel        | 33            | 17            | 5             | 0             | 2                 | 1                 | 0                 | 0                 | 35       | 18     | 5           | 0          |
| H. Bradler     | 32            | 0             | 0             | 0             | 2                 | 0                 | 0                 | 0                 | 34       | 0      | 0           | 0          |
| P. Cordes      | 35            | 4             | 5             | 0             | 3                 | 1                 | 0                 | 0                 | 38       | 5      | 5           | 0          |
| R. Deus        | 17            | 3             | 3             | 0             | 2                 | 0                 | 0                 | 0                 | 19       | 3      | 3           | 0          |
| N. Elgert      | 14            | 3             | 0             | 0             | 0                 | 0                 | 0                 | 0                 | 14       | 3      | 0           | 0          |
| H. Etterich    | 15            | 1             | 2             | 0             | 1                 | 0                 | 0                 | 0                 | 16       | 1      | 2           | 0          |
| J. Gelhaus     | 13            | 0             | 1             | 0             | 2                 | 0                 | 0                 | 0                 | 15       | 0      | 1           | 0          |
| G. Girrbach    | 22            | 0             | 3             | 0             | 3                 | 0                 | 0                 | 0                 | 25       | 0      | 3           | 0          |
| K. Kacmierczak | 32            | 5             | 1             | 0             | 2                 | 0                 | 0                 | 0                 | 34       | 5      | 1           | 0          |
| K. Kerkemeier  | 34            | 3             | 2             | 0             | 3                 | 0                 | 0                 | 0                 | 37       | 3      | 2           | 0          |
| K. Konrad      | 18            | 7             | 0             | 0             | 3                 | 4                 | 0                 | 0                 | 21       | 11     | 0           | 0          |
| K. Kudella     | 5             | 1             | 0             | 0             | 0                 | 0                 | 0                 | 0                 | 5        | 1      | 0           | 0          |
| L. Matuschak   | 6             | 0             | 0             | 0             | 1                 | 0                 | 0                 | 0                 | 7        | 0      | 0           | 0          |
| R. Neufeld     | 16            | 3             | 2             | 0             | 2                 | 0                 | 0                 | 0                 | 18       | 3      | 2           | 0          |
| B. Ochmann     | 33            | 7             | 4             | 0             | 2                 | 2                 | 0                 | 0                 | 35       | 9      | 4           | 0          |
| M. Petrović    | 20            | 1             | 1             | 0             | 1                 | 0                 | 0                 | 0                 | 21       | 1      | 1           | 0          |
| H. Ptaczynski  | 36            | 2             | 4             | 0             | 3                 | 0                 | 1                 | 0                 | 39       | 2      | 5           | 0          |
| H. Pureber     | 35            | 0             | 6             | 0             | 3                 | 0                 | 0                 | 0                 | 38       | 0      | 6           | 0          |
| H. Salewski    | 17            | 0             | 2             | 0             | 1                 | 0                 | 0                 | 0                 | 18       | 0      | 2           | 0          |
| H. Sinnigen    | 29            | 0             | 0             | 0             | 2                 | 0                 | 0                 | 0                 | 31       | 0      | 0           | 0          |
| D. Walendi     | 20            | 1             | 4             | 0             | 0                 | 0                 | 0                 | 0                 | 20       | 1      | 4           | 0          |
| G. Wiesemes    | 0             | 0             | 0             | 0             | 0                 | 0                 | 0                 | 0                 | 0        | 0      | 0           | 0          |